# Лопес, Мария
Мария Лопес Гарсия (исп. María López García; род. 16 февраля 1990, Хихон, Астурия) — испанская хоккеистка на траве, защитник. Участница летних Олимпийских игр 2016 и 2020 годов, бронзовый призёр чемпионата мира 2018 года, бронзовый призёр чемпионата Европы 2019 года.

## Биография
Мария Лопес родилась 16 февраля 1990 года в испанском городе Хихон.
Начала заниматься хоккеем на траве в детстве в хихонской «Ковадонге». Впоследствии тренировалась в центре спорта высших достижений в Мадриде.
Изучала деловое администрирование и менеджмент в Мадридском университете Комплутенсе.
Играла за мадридский «Кампо», в составе которого пять раз выигрывала чемпионат Испании (2011—2012, 2014—2015, 2017), дважды стала серебряным призёром (2013, 2016), пять раз завоёвывала Кубок страны (2011—2012, 2014, 2016—2017). В 2017 году играла в чемпионате Нидерландов за «Кампонг».
В 2016 году вошла в состав женской сборной Испании по хоккею на траве на летних Олимпийских играх в Рио-де-Жанейро, занявшей 8-е место. Играла на позиции защитника, провела 6 матчей, мячей не забивала.
В 2018 году стала бронзовым призёром чемпионата мира в Лондоне.
В 2019 году завоевала бронзовую медаль чемпионата Европы в Антверпене.
В 2021 году вошла в состав женской сборной Испании по хоккею на траве на летних Олимпийских играх в Токио, занявшей 7-е место. Играла на позиции защитника, провела 6 матчей, мячей не забивала. В трёх поединках была капитаном команды.